# عاكوب
عَاكُوب أو مهماز أو الإرغوت أو ارجون (الاسم العلمي: Claviceps)، هو فطر طفيلي ينمو على نبات الشيلم.

## أصل التسمية
جاءت هذه التسمية «مهماز» لان شكله يشبه الأصبع الخلفية للديك أما الشيلم فهو نبات من الفصيلة النجيلية ذو سنابل تشبه الشعير والشوفان وهو من الغلال المعروفة الغذائية.

## وصف
فطر الإرغوت عبارة عن مهماز متصلب ذو شكل اسطواني محدب قليلا ذو لون اسود بنفسجي يظهر على سطحه عدة شقوق طولية أوضحها الثلم الذي يوجد في الوجه المقعر منه كما يظهر على سطحه بعض الشقوق المستعرضة الصغيرة يتراوح طوله ما بين 1- 2سم اما قطرة فلا يزيد على 5- 8 ملم دقيق في نهايته. ينكسر بسهولة. مقطعه أبيض في المركز وبنفسجي في الأطراف، له رائحة خاصة غير مقبولة تظهر واضحة عند طحنه مع قليل من البوتاس، طعمه مر قليلا وهو سريع الفساد، يجب حفظه بمعزل عن الهواء ويجب وضع مواد ماصة للرطوبة بجانبه ويوصى دستور الادوية العالمي استعمال الكلس لحفظ هذا العقار.

## أهميته
يعتبر فطر الارغوت من أهم الفطور الدوائية ويندر ان يوجد مستشفى في العالم خال من مستحضرات الارغوت.ونظرا لأهمية فطر الارغوت ولسد حاجة المستشفيات ومعامل الأدوية فقد حاول فريق من العلماء زراعة الفطر بصورة اصطناعية أي انهم لجأوا إلى زراعة نبات الشيلم على مساحات واسعة ثم عمدوا إلى عدوى هذا النبات بواسطة ابواغ الفطر الذي استنبت في أوساط خاصة معدة لهذا الغرض.

## التركيب الكيميائي
يحتوي فطر الارغوت على معادن نسبة 2- 10% وتتكون من الفوسفات والكالسيوم والمغنسيوم والبوتاسيوم والسيليسيوم وكذلك مواد سكرية عبارة عن سكر الجلوكوز والثري هالوز والمانيتول ومواد سيترولية مثل ارغو سيترول وهذا يتحول إذا عرض للأشعة فوق البنفسجية إلى فيتامين (D2) أو كالسيفرول.. كما يحتوي على أحماض أمينية وأهمها حمض الاسبارتين والفلوتامين والالاثين والنيروزين والتربتوفان والارجنين والكوسين وفنيل الانين. وكذلك كحولات امينية اشهرها الكولين.
والمكونات المهمة في فطر الارغوت والتي يرجع لها التأثير الدوائي هي القلويدات وأهم تلك القلويدات ارغومترين Ergometrine وارغوتامين Ergotamine وارغوزين Ergosine وارغوكورنين Ergocornine وارغوكرستين Ergoceistine والأرغوكربتين Ergorypine وارغوتينين Ergotinine وتشتق هذه القلويدت من الصيغة الكيميائية لحمض الليزرجيك Lysergic Acid وحمض الليزرجيل يشتق منه المهلوس الشهير المعروف باسم L.S.D (إل إس دي) ثنائي ايثايل اميل حمض الليزرجيل وقد فصله العالم السويدي هوفيمان وكتب قصته الشهيرة حول هذا المركب الخطير الذي أصبح مؤخرا أحد أخطر المهلوسات في العالم وجرعته عادة بالميكروجرام.

## الاستعمالات الدوائية
استعمل فطر الارغوت في الصين من مئات السنين من قبل القابلات لمساعدة الحوامل في الولادات الصعبة اما في أوروبا فقد شوهدت آثاره في فترات متباعدة من الزمن بشكل اوبئة سريعة الانتشار فيصاب الناس بامراض تشنجية أو بموات يظهر في بعض الأعضاء وبالأخص في الأطراف، ولم يكن هذا المرض الغامض الا انسماماً حادا أو مزمنا بالخبز المصنوع من طحين قمح أو شيلم أو شعير مصاب بهذا الفطر. وقد اهتدت القابلات الشعبيات أيضا في أوروبا إلى بعض خصائص هذا الفطر قبل أن يهتدي اليه الأطباء بمائتي سنة تقريبا.
وتستعمل مستحضرات الارغوت المفصولة على هيئة بلورات نقية لعلاج بعض الأمراض الهامة حيث يستعمل الارغومترين على هيئة ملح الماليت كمادة مسهلة للولادة مقوية لعضلة الرحم، ويستعمل المشتق المثيلي من هذا القلويد الذي يتميز بفعالية فسيولوجية اشد من القلويد نفسه حيث يستعمل في حالات النزف ويعتبر من أفضل موقفات النزيف وخاصة نزف ما بعد الولادة.
اما قلويد الازغوتامين فيستعمل على هيئة ملح الطرطرات كمادة مسهلة للولادة أيضا كما يستعمل على هيئة اقراص لعلاج آلام الصداع النصفي (الشقيقة) كما تعطى أملاح الارغوتامين أيضا كمادة مسكنة في آلام الجهاز العصبي الودي.

## محاذير من استعمال فطر الارغوت
فطر الارغوت لا يستعمل الا تحت اشراف طبي نظرا لتأثيره السام حتى ان الدقيق عندما يستورد من البلدان التي ينمو فيها فطر الارغوت مثل الصين وروسيا وإسبانيا وبولونيا والنمسا وهنجاريا يختبر في الجمارك قبل دخوله للتأكد من خلوه من فطر الارغوت الذي ينمو على سنابل القمح والشيلم والشوفان والشعير حيث أن تناول الدقيق الملوث بالفطر يحدث التسمم ويتميز التسمم بعلامات مختلفة مثل تنميل الأطراف والشعور باحتراقها مع تقبض الاصابع واضطرابات وهذيان وتكزز واختناق وينتهي هذا التسمم بشكل حوادث تشنجية أو موات (غرغرينا) قد يؤدي للوفاة.

أما التسمم الحاد فيظهر بشكل آلام معدية معوية وتقيؤات واسهال مع حس ضيق وغم شديدين وتشوش في الحواس والحركة والذهن واجهاضات متوالية (يعتبر الارغوت من أكثر المجهضات) عند الحوامل في الإنسان أو الحيوان.

## مستحضرات من فطر الارغوت
يوجد مستحضرات هامة جدا من فطر الارغوت ولكنها لا توجد إلا في المستشفيات وهي موجودة على هيئة حقن واقراص.